# Перхуров, Анфиноген Ильич
Анфиноген Ильич Перхуров (не позднее 1770 — 13 августа 1809) - русский морской офицер, капитан-лейтенант, Георгиевский кавалер. Поступил в Морской корпус кадетом (1780), определен в морскую артиллерию в констапели (1786), произведен в мичманы (1788). Участник русско-шведской войны 1788—1790 годов. На корабле “Святослав” участвовал в Гогландском сражении (1788). Участвовал в Эландском сражении на корабле “Дерись” где был тяжело ранен (1789). 12 марта 1790 года был произведен в лейтенанты. В Втором Роченсальмском сражении (1790) командовал полупрамом “Верблюд” и попал в плен. После освобождения плавал в Финском заливе (1791-1792).  После возвращения из плена в 1791 году командовал катером «Ястреб», транспортом № 6.
Плавал на Черном и Средиземном морях (1793-1809). Командовал фрегатом «Назарет» (1806-1807). Кавалер ордена Святого Георгия IV класса, № 1672 от 5 февраля 1806 года. Участник русско-турецкой войны 1806-1812 годов. 15 (27) июня 1809 года в чине капитан-лейтенанта командовал эскадрой, десант инженер-полковника Е. Х. Ферстера с которой взял османскую крепость Анапу. Анфиноген Ильич Перхуров скончался 13 (25) августа 1809 года.

## Примечание
1. 1 2  Веселаго Ф. Ф. Общий морской список от основания флота до 1917 г.. — СПб.: «Атлант», 2013. — Т. 4 / Царствование Екатерины II. К — Р. — 640 с. — (Военно-историческая библиотека). — ISBN 978-5-906200-06-8.
2. ↑  Степанов В. С., Григорович П. И. В память столетнего юбилея Императорского Военного ордена Святого Великомученика и Победоносца Георгия. (1769—1869). — СПб., 1869.
3. ↑  Эсадзе С. С. полковник Военно-исторического отдела. Покорение Западного Кавказа и окончание Кавказской войны. Репринт. — Майкоп: Издательство Меоты, 1993. — 121 с.